# مجموعة إثنية
المجموعة الإثنية هي فئة من الناس الذين يُعَرِّفون بعضهم البعض على أساس أوجه الشبه مثل السلف، اللغة، المجتمع، الثقافة أو الأمة. عادة ما تكون الإثنية حالة موروثة على أساس المجتمع الذي يعيش فيه الفرد. الانتماء إلى مجموعة إثنية يميل إلى أن يكون محدد بالاشتراك بالتراث الثقافي، أو السلف، أو أسطورة الأصل، أو التاريخ، أو الوطن، أو اللغة، أو اللهجة، الأنظمة الرمزية مثل الميثولوجيا والطقوس، المطبخ، أسلوب الملابس، والفن.
المجموعات الإثنية المستمدة من نفس تأثير المؤسس التاريخي، غالبا ما تستمر في تكلم لغات مرتبطة وتتبادل تجميعة جينات متماثلة. عن طريق التحول اللغوي، التثاقف، والتبني، يمكن أحيانا للأفراد أو الجماعات ترك مجموعة إثنية معينة وأن يصبحوا جزءا من مجموعة أخرى (باستثناء المجموعات الإثنية التي تؤكد على النقاء العرقي كمعيار أساسي للعضوية).
يمكن تقسيم المجموعات الإثنية الكبيرة إلى مجموعات فرعية أصغر تعرف باسم القبائل أو العشيرة، والتي قد تصبح بمرور الوقت مجموعات إثنية منفصلة بسبب زواج الأقارب أو العزلة المادية عن المجموعة الأم. وعلى العكس من ذلك، يمكن أن تندمج الإثنيات المنفصلة سابقا لتشكيل وحدة إثنية، وقد تندمج في نهاية الأمر في إثنية واحد. سواء من خلال الانقسام أو الاندماج، يشار إلى تشكيل هوية إثنية منفصلة باسم تكوين إثني.

## تأثيل
المصطلح إثنية (ethnic) مشتق من الكلمة اليونانية ἔθνος إثنوس (ethnos) (على نحو أدق، من صفة ἐθνικός إثنيكوس، التي تم إقراضها إلى اللاتينية لتصبح إثنيكوس (ethnicus)). تأتي كإسم وتعني جماعة من الناس أو الشعب: قبيلة، أسرة. أيضا جماعة من الحيوانات: قطيع، سرب. والبلد والأمة وفي وقت لاحق أصبحت تطلق لتعني الأمم الأجنبية والبرابرة.
حول الفرق بين مفهوم العرقية وبين مصطلح الأثنية، فإنه في اللغة العربية نقلت الكلمة الأجنبية Ethnos إلى اللغة العربية بترجمتين، حيث ترجمت حرفيا إلى «إثنية» ودلاليا إلى «عرقية»، ويقل استعمال مصطلح «إثنية» من طرف الباحثين الناطقين باللغة العربية، عكس «عرقية» حتى أن أغلب القواميس العربية تترجم ethnicity إلى «عرقية» بدلا من «إثنية».
مصطلح «عرقية» (Racial) في المقال يستعمل كمصدر صناعي لمصطلح «عرق» (Race).

### المصطلحات
وتبعا لمصدر تأكيد هوية المجموعة لتحديد العضوية، يمكن تحديد الأنواع التالية من المجموعات (المتداخلة في أغلب الأحيان):
- الإثنية اللغوية، ترتكز على اللغة، اللهجة المشتركة (وربما نظام الكتابة) - مثال: كنديون فرنسيون
- الإثنية القومية، ترتكز على وجود كيان سياسي أو شعور بهوية قومية مشترك - مثال: الأرمن
- الإثنية العرقية، ترتكز على المظهر الجسدي المشترك القائم على أصول وراثية - مثال: الأمريكيون الأفارقة
- الإثنية الجهوية، ترتكز على شعور محلي متميز بالانتماء الناجم عن العزلة الجغرافية النسبية - على سبيل المثال: سكان الجزر الجنوبية
- الإثنية الدينية، ترتكز على الانتماء المشترك بدين معين، طائفة أو طائفة - مثال: اليهود

## الإثنية والجنسية
في بعض الحالات، خاصة التي تنطوي على الهجرة العابرة للحدود، أو التوسع الاستعماري، ارتبطت الإثنية بالجنسية (nationality). علماء الأنثروبولوجيا والمؤرخين، بعد الفهم الحداثي للإثنية كما اقترح إرنست جيلنر وبنديكت أندرسون يرى أن الأمم (nations) والقومية (nationalism) تطورت مع صعود نظام الدولة الحديث في القرن السابع عشر. وقد توجت بظهور «الدول القومية» التي تزامنت فيها الحدود المفترضة للأمة (nation) (أو تزامنت بشكل مثالي) مع حدود الدولة. وهكذا، في الغرب، تطور المفهوم الإثني، كالعرق والأمة (nation)، في سياق التوسع الاستعماري الأوروبي، عندما كانت الإتجارية والرأسمالية تعزز الحركات العالمية للسكان في نفس الوقت الذي كانت فيه حدود الدولة أكثر وضوحا وصرامة.
في القرن التاسع عشر، سعت الدول الحديثة عموما إلى الشرعية من خلال مطالبتها بتمثيل «الأمم» (nations). غير أن الدول القومية تشمل دائما السكان الذين استبعدوا من الحياة الوطنية لسبب أو لآخر. وبالتالي، فإن أعضاء المجموعات المستبعدة سيطالبون إما بالإدماج على أساس المساواة، أو السعي إلى الاستقلال الذاتي، وحتى في بعض الأحيان إلى حد الانفصال السياسي الكامل في دولتهم القومية. في ظل هذه الظروف - عندما انتقل الناس من دولة إلى أخرى، أو دولة واحدة غزت أو استعمرت شعوب خارج حدودها الوطنية - شكلت مجموعات إثنية من قبل أشخاص الذين عُرِفوا كأمة واحدة، ولكن عاشوا في دولة أخرى.
يمكن أن تتشكل دولة متعددة الإثنيات نتيجة لحدثين معاكسين، إما إنشاء حدود الدولة مؤخرا على خلاف المناطق القبلية التقليدية، أو الهجرة الأخيرة للأقليات الإثنية إلى دولة قومية سابقة. وتوجد أمثلة عن الحالة الأولى في جميع أنحاء أفريقيا، حيث ورثت البلدان التي أنشئت أثناء إنهاء الاستعمار حدودا استعمارية تعسفية، ولكن أيضا في بلدان أوروبية مثل بلجيكا أو المملكة المتحدة. ومن الأمثلة على الحالة الثانية بلدان مثل ألمانيا أو هولندا، التي كانت متجانسة إثنيا عندما وصلت إلى الدولة ولكنها تلقت هجرة كبيرة خلال النصف الثاني من القرن العشرين. ضمت دول مثل المملكة المتحدة وفرنسا وسويسرا مجموعة إثنية متميزة في بنيتها ولقد شهدت أيضا هجرة كبيرة، مما أدى إلى ما اصطلح على تسميته المجتمعات «متعددة الثقافات» وخصوصا في المدن الكبيرة.
العالم الجديد كان متعدد الأثنيات منذ البداية، لأنه شكل مستعمرات فرضت على السكان الأصليين الحاليين.

## الإثنية والعرق
يعتبر العرق والإثنية مفاهيم متصلة. غالبا ما يفترض أن تكون الإثنية نوعا من الهوية الثقافية لمجموعة ما، كثيرا ما تقوم على أساس النسب واللغة والتقاليد الثقافية، في حين يفترض أن يكون العرق تصنيفا بيولوجيا صارما يستند إلى الحمض النووي والبنية العظمية. العرق هو موضوع أكثر إثارة للجدل من الإثنية، نظرا لاستخدامه السياسي الشائع. ويفترض وجود، استنادا إلى علاقات القوة، «إثنيات معرقة» و «أعراق مؤثنة». ويرى رامون غروسفوغل (جامعة كاليفورنيا في بيركلي) أن «الهوية العرقية/الإثنية» مفهوم واحد، وأن مفاهيم العرق والإثنية لا يمكن أن تستخدم كفئة منفصلة ومستقلة.
قبل ويبر، كان ينظر للعرق والإثنية في المقام الأول على أنها جانبين من نفس الشيء. حوالي عام 1900 وما قبله، كان الفهم البدائي الأساسي للإثنية هو الغالب: الاختلافات الثقافية بين الشعوب كان ينظر إليها على أنها نتيجة للميول الموروثة والاتجاهات. مع مقدمة لمنظور الإثنية كمنشأ اجتماعي، العرق والإثنية انقسما عن من بعضهم البعض أكثر.
في عام 1950، اقترح بيان اليونسكو، «سؤال العرق»، الذي وقعه بعض العلماء المشهورين دوليا في ذلك الوقت (بما في ذلك آشلي مونتاغو، كلود ليفي شتراوس، غونار ميردال، جوليان هكسلي، الخ): «القومية، الجغرافية، واللغوية والمجموعات الثقافية لا تتطابق بالضرورة مع الجماعات العرقية: والصفات الثقافية لهذه الجماعات ليس لها علاقة جينية واضحة مع الصفات العرقية. لأن أخطاء جسيمة من هذا النوع عادة ما ترتكب عندما يستخدم مصطلح 'العرق' في اللغة الشعبية، في حين من الأفضل عند التحدث عن الأعراق البشرية إسقاط مصطلح 'العرق' تماما والتحدث عن 'المجموعات الإثنية'.».
في عام 1982 لخص الأنثروبولوجي ديفيد كريغ غريفيث أربعين عاما من البحوث الإثنوغرافية، بحجة أن الفئات العرقية والإثنية هي علامات رمزية بطرق مختلفة أن الناس من مختلف أنحاء العالم قد أدرجوا في الاقتصاد العالمي:
وفقا لولف، تم بناء فئات عرقية وأدرجت خلال فترة التوسع التجاري الأوروبي، والتجمعات الإثنية خلال فترة التوسع الرأسمالي.
الكتابة عن استخدام مصطلح «الإثنية» في اللغة العادية لبريطانيا العظمى والولايات المتحدة، في عام 1977 أشار والمان إلى ذلك
في الولايات المتحدة الأمريكية، يحدد قانون الهجرة مفهوم العرق كما هو موضح في تعداد الولايات المتحدة على أنه ليس "علمي أو أنثروبولوجي" ويأخذ في الاعتبار "الخصائص الاجتماعية والثقافية فضلا عن النسب"، وذلك باستخدام "المنهجيات العلمية المناسبة" التي ليست "في المقام الأول" البيولوجية أو الوراثية في المرجع ".

## الصراع الإثني القومي
أحيانا تخضع المجموعات الإثنية لمواقف وتصرفات تضر من قبل الدولة أو مكوناتها. في القرن العشرين، بدأ الناس يجادلون بأن الصراعات بين المجموعات الإثنية أو بين أعضاء المجموعة الإثنية والدولة يمكن وينبغي حلها بإحدى طريقتين. ويرى البعض، مثل يورغن هابرماس وبروس باري، أن شرعية الدول الحديثة يجب أن تقوم على فكرة الحقوق السياسية للموضوعات الفردية المستقلة. ووفقا لهذا الرأي، لا ينبغي للدولة أن تعترف بالهوية الإثنية أو القومية أو العرقية، بل بدلا من ذلك، تطبق المساواة السياسية والقانونية بين جميع الأفراد. آخرون، مثل تشارلز تايلور وويل كيمليكا، يجادلون بأن مفهوم الفرد المستقل هو في حد ذاته بناء ثقافي. ووفقا لهذا الرأي، يجب على الدول أن تعترف بالهوية الإثنية وأن تطور العمليات التي يمكن من خلالها تلبية الاحتياجات الخاصة للجماعات الإثنية داخل حدود الدولة القومية.
شهد القرن التاسع عشر تطور الأيديولوجية السياسية للقومية الإثنية، عندما كان مفهوم العرق مرتبطا بالقومية، أولا من قبل المنظرين الألمان بما فيهم يوهان غوتفريد فون هيردر. وقد أدت حالات المجتمعات التي تركز على الروابط الإثنية، التي يمكن القول بأنها تستبعد التاريخ أو السياق التاريخي، إلى تبرير الأهداف القومية. وفترتين كثيرا ما استشهد بها كأمثلة على ذلك توطيد وتوسع الإمبراطورية الألمانية في القرن التاسع عشر وألمانيا النازية في القرن العشرين. وعزز كل منهم فكرة الوحدة الإثنية بأن هذه الحكومات لا تكتسب إلا الأراضي التي كان يسكنها دائما الألمان الإثنيين. التاريخ المتأخر للقدوم نحو نموذج الدولة القومية، مثل تلك التي نشأت في الشرق الأدنى وجنوب شرق أوروبا من حل الإمبراطوريات العثمانية والنمساوية المجرية، فضلا عن تلك الناشئة عن اتحاد الجمهوريات الاشتراكية السوفياتية السابق، تتسم بالصراعات الإثنية. وتحدث هذه الصراعات عادة داخل دول متعددة الإثنيات، غالبا ما توضف الصراعات بشكل مضلل بأنها حرب أهلية في حين تكون صراعات بين إثنيات في دولة متعددة الإثنيات.